# Juno Caelestis tempel (Karthago)

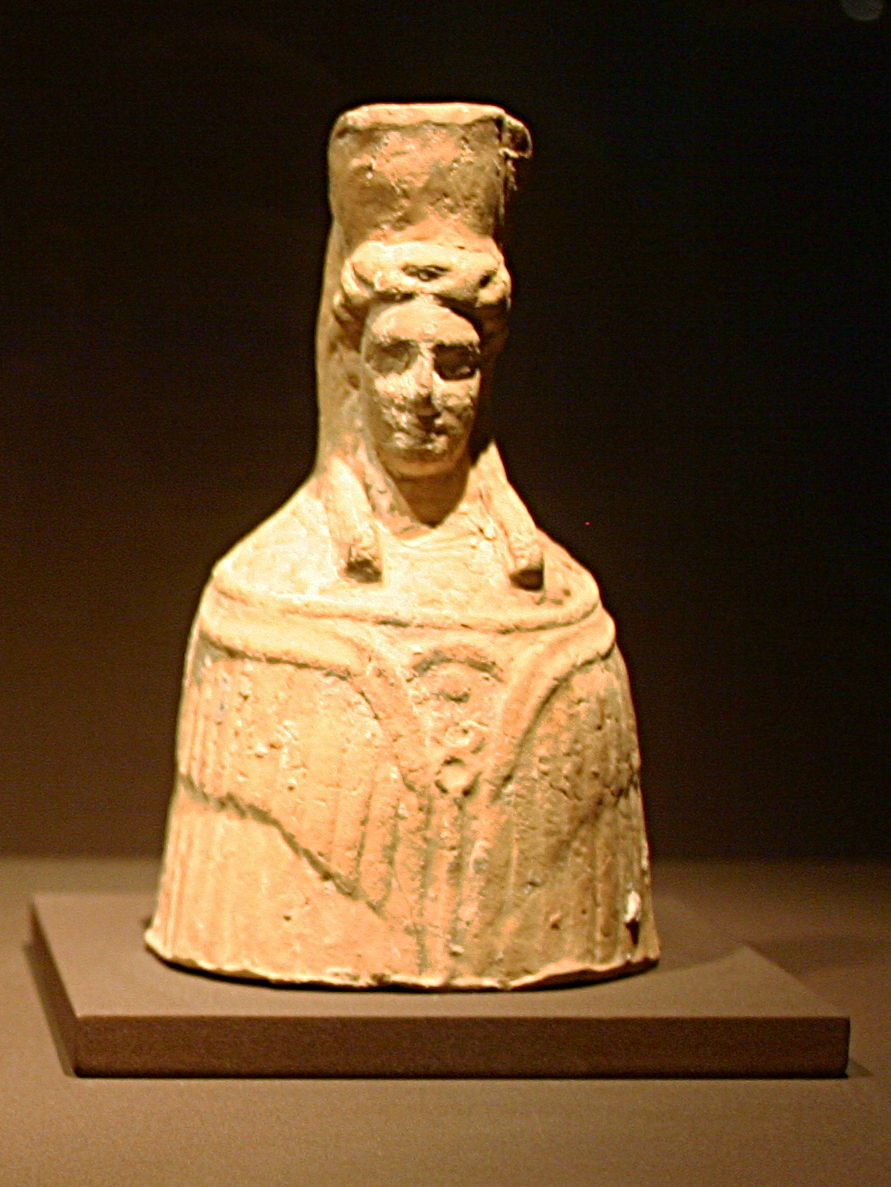
Goddess Tanit (4th cent. b.C.) - Museu d'Arqueologia de Catalunya - Barcelona 2014 (crop 2)

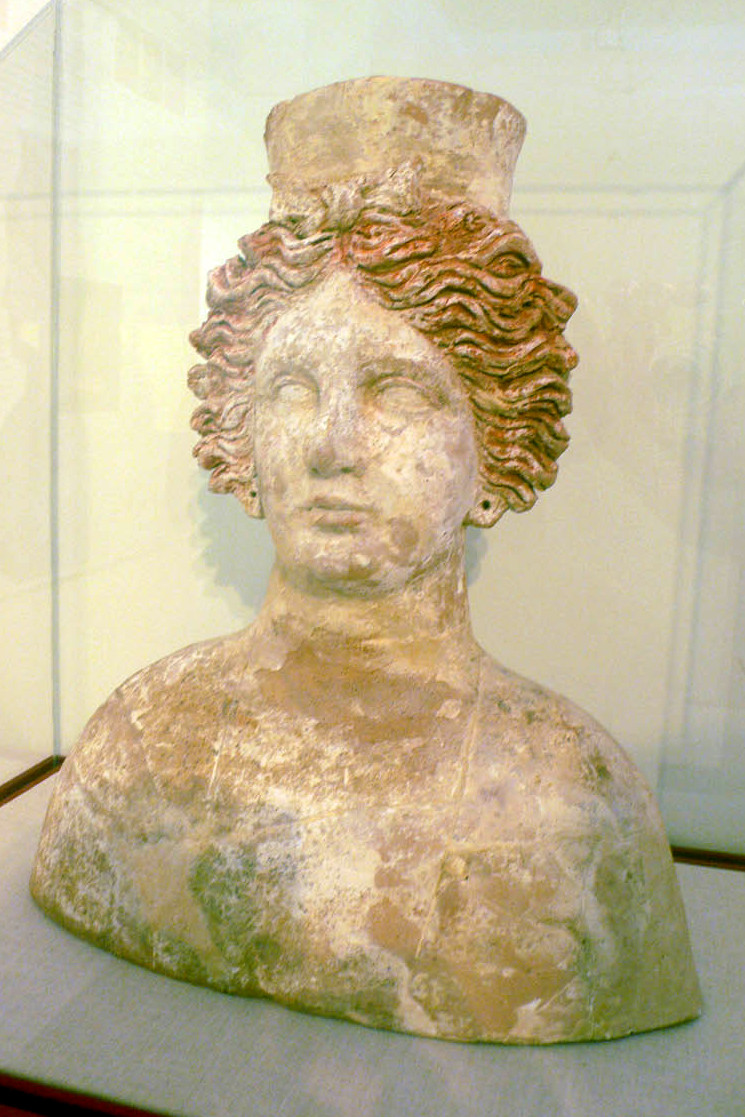
Tanit.

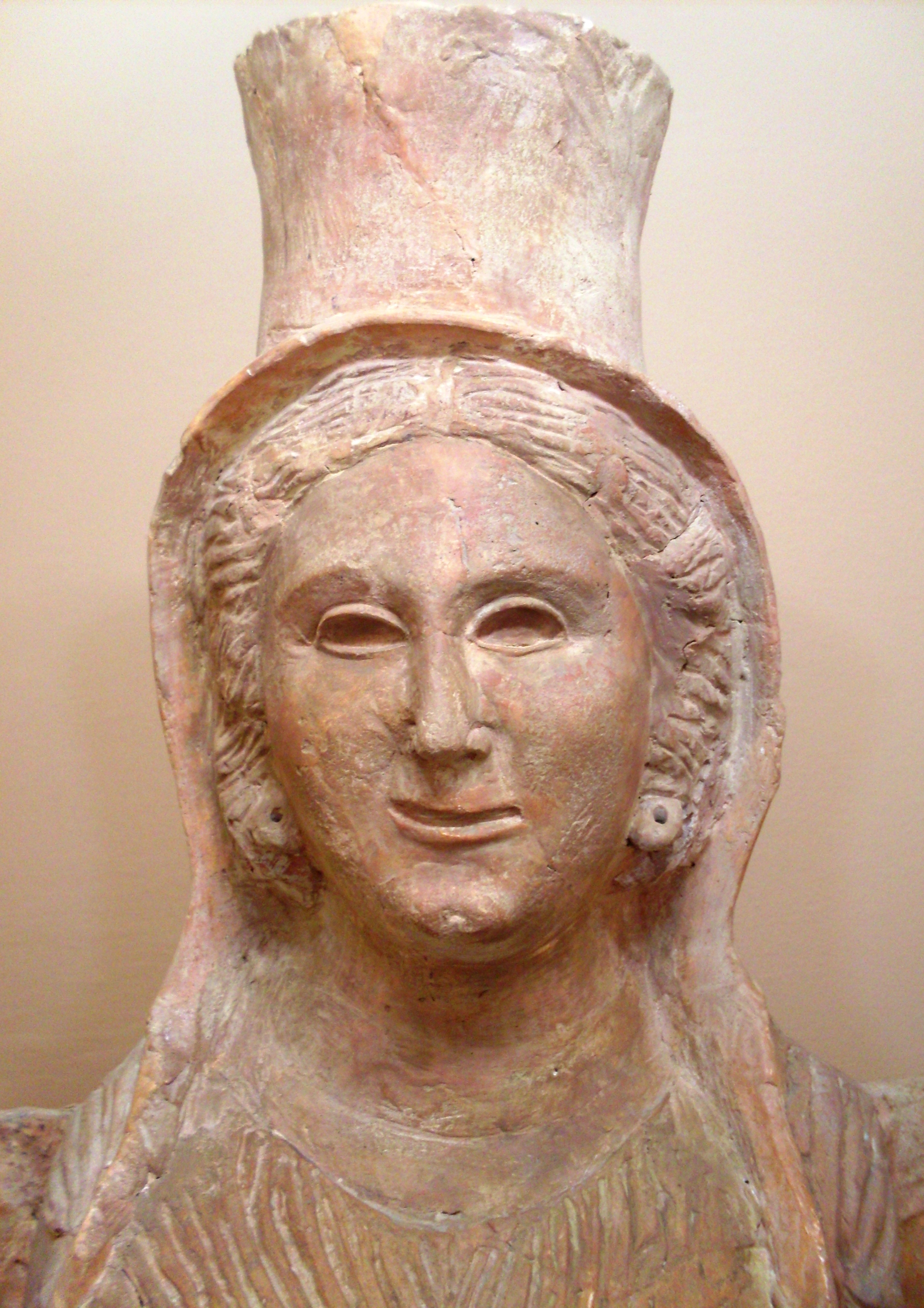
Tunisie Néapolis musée 17

Juno Caelestis tempel var ett tempel i Karthago i nuvarande Tunisien, uppfört under 100-talet e Kr. och verksamt till år 399. Det gjordes om till kyrka och revs slutligen år 421. Inga lämningar av templet har återfunnits.  
Det var en av de största byggnadsverken i det romerska Karthago, och den främsta religiösa helgedomen i staden. Templet var tillägnad gudinnan Tanit i skepnad av den romerska gudinnan Juno, en gudom som var den kanske viktigaste i Nordafrika under denna tid, och som också fungerade som stadens skyddsgudinna. Templet var inte bara en dominant institution i Karthago, utan också en av Romerska rikets mest inflytelserika. 
Under 300- och 400-talet blev templet en centralpunkt för konflikten mellan hedningar och kristna, vilket ledde till att templet först invigdes till stadens katedral 399, och sedan förstördes 421. Templets förstörelse ägde rum under stora protester från stadens hedningar och betraktades som en kristendomens seger över hedendomen. 

## Historik

### Grundande och funktion
Staden Kartago förstördes av Rom 146 f.Kr., men återuppfördes som romersk stad från 49 f.Kr. 
Juno Caelestis tempel uppfördes på order av kejsar Marcus Aurelius, vilket innebär att det uppfördes mellan 161 och 180 e.Kr. Det låg vid stadens forum och var en av stadens mest framstående byggnader, som uppges ha dominerat staden Karthago. 
Det var ett massivt byggnadsverk med flera byggnader på tempelområdet; själva templet låg mitt i en park prydd med träd, som uppges ha varit den största öppna platsen i Karthago. 
Själva helgedomen låg i parkens mitt och innehöll en monumentalstaty av gudinnan, avbildad med solen och månen ovanför huvudet, och hållande i överflödshorn ur vilken föll granatfrön och andra frukter som symboliserade både jordens och mänsklighets fruktbarhet.
Templet var tillägnad gudinnan Juno Caelestis, som var romarnas namn på den inhemska gudinnan Tanit enligt Interpretatio graeca. Tanit var den främsta och mest populära gudomen bland den inhemska befolkningen i området, och för de romerska kolonisterna var Juno gudarnas drottning: dessutom var Juno stadens skyddsgudinna. 
Hon kallades också Caelestis Afrorum Dea. 
Templet kom på grund av dessa faktorer att bli den mest framträdande i Karthago och ett centrum för stadens religiösa liv, och beskrivs även som en av de mest inflytelserika templen i hela det romerska imperiet, då tron på gudinnan spreds med soldater runt imperiet. 
Människor uppges ha tillbett gudinnan i hela Nordafrika och Spanien, och vallfärdat till templet under svåra tider.
Templet hade sitt eget prästerskap, som innehöll både manliga präster,  prästinnor, korister och orakel. Präster och korister uppges ha förrättat offentliga ritualer för hela staden, och gudinnans orakelprästinnor påstods ha fått förmågan att göra sanna förutsägelser av gudinnan.

### Religiösa strider och stängning
Under 300-talet blev templets, stadens kanske främsta helgedom, ett fokus för kritik från den växande kristna minoriteten. Augustinus är känd som en av templets antagonister, och skildrade templet i sina skrifter. 
Det står klart att templet fortsatte att fungera som religiös helgedom ända fram till dess stängning. När alla religioner utom den kristna förbjöds i Romerska riket i slutet av 300-talet ökade de kristnas attacker på alla hedniska monument i Karthago, och särskilt Juno Caelestis tempel. 
År 399 stängdes templet slutligen på order av kejsaren trots hedningarnas protester. Helgedomen överlämnades till de kristna, som gjorde om templet till en kyrka, och biskop Aurelius invigde det som stadens katedral. 
Karthago i övrigt upplevde också en allmän vandalisering av alla icke kristna religiösa monument. 
På 401 års kyrkomöte i Karthago under biskop Aurelius skrev kyrkofäderna till kejsaren och uppmanade honom att förstöra alla hedniska statyer, till och med de som förvarades i parker och trädgårdar.
Så sent som tjugo år efter templets stängning hade Karthago fortfarande många troende hedningar som motsatte sig den diskriminering de var utsatta för, och begärde att få templet tillbaka. 
År 421 begärde hedningarna återigen av kejsaren att få templet tillbaka, och hävdade att de hade fått ett orakel från gudinnan Caelestis själv som stödde deras anspråk; samma år, strax efter denna begäran, gavs order om att riva templet. 
Under överinseende av den kejserliga tribunen Ursus, som skickats till staden från kejsaren för att ta itu med de religiösa striderna i staden och bekämpa hedningar och manikéer, revs templet och alla byggnader som hörde till tempelkomplexet och gjordes om till en kristen kyrkogård. 
Detta var en del av en kampanj i vilket även andra kvarblivna hedniska monument i staden förstördes.

## Eftermäle
Templet blev känt genom de polemiska kristna skrifter som riktades mot det som ett centrum för hedendom under 300- och 400-talet, av bland andra Augustinus.
Templets förstörelse betraktades som en av kristendomens segrar över hedendomen. 
"No craftsman will ever again make the idols that Christ has smished ... so consider what power this Caelestis [sc. Goddess of the Skies] used to enjoy here at Carthage. What were the kingdoms of this earth?"
Augustinus skrev den kända reflektionen:
"The kingdoms of idols, the kingdoms of deamons are broken.... How great was the power of Caelestis which was in Carthage! Where is now the kingdom of Caelestis?"
Quodvultdeus beskrev templet i detalj i sin Liber promissionum et praedicatorum.